# عبد الفتاح سعيد الشالي
العميد عبد الفتاح سعيد الشالي هو مهندس وعسكري وسياسي عراقي ولد في مدينة السليمانية سنة 1918.
أكمل الدراسة الابتدائية في السليمانية ثم سافر مع أسرته إلى بغداد والتحق بمدرسة الهندسة ومدة الدراسة فيها ثلاث سنوات، وبعد نجاحه رشح لبعثة دراسية في الأكاديمية العسكرية الملكية [الإنجليزية] في وولج [الإنجليزية] في المملكة المتحدة سنة 1938 وعلى نفقة وزارة الدفاع العراقية، عاد بعدها ودخل الكلية العسكرية العراقية وتخرج فيها سنة 1941.
كان عضوا في تنظيم الضباط الوطنيين وشارك في حرب فلسطين سنة 1948.
كانت له علاقة صداقة مع عبد الكريم قاسم الذي كان آمرا للواء التاسع عشر في منصورية الجبل سنة 1955، وكان للشالي دور يوم وقوع ثورة 14 تموز 1958 مع سرية الهندسة التي كان يقودها من خلال جحفل اللواء العشرين وهذا الدور هو احتلال مرسلات الإذاعة في أبي غريب.
وبعد ذلك عين في الايام الأولى للثورة آمرا لاحدى كتائب الهندسة في معسكر الحلة وكان يومها برتبة مقدم، وقبل التحاقه بهذا المنصب صدر أمر تعيينه عضوا في المحكمة العسكرية العليا الخاصة التي كان يترأسها العقيد فاضل عباس المهداوي، استقال من المحكمة بعد اعتراضه على قرار إعدام ناظم الطبقجلي ورفعت الحاج سري ورفاقهما.
عين وزيرا لشؤون الشمال ووزير البلديات والأشغال بالوكالة سنة 1967 في وزارة طاهر يحيى الرابعة، لكنه استقال مع الوزير إحسان شيرزاد بسبب بتعطيل جريدة التآخي وهما الوزيران الكرديان، وقبلت استقالتيهما قي 22 حزيران 1968.
في سنة 1974، طلبت منه الحكومة العراقية التفاوض مع مصطفى البارزاني لكنه لم يفلح. عاد إلى السليمانية سنة 1979، وبقي فيها حتى توفي في 13 نيسان 1994 بسبب سرطان الرئة.